# Pantano de Barasona
Pantano de Barasona är en reservoar i Spanien.   Den ligger i provinsen Provincia de Huesca och regionen Aragonien, i den nordöstra delen av landet, 400 km nordost om huvudstaden Madrid. Pantano de Barasona ligger 448 meter över havet. Arean är 5,5 kvadratkilometer. 
Den sträcker sig 5,5 kilometer i nord-sydlig riktning, och 2,7 kilometer i öst-västlig riktning.
Följande samhällen ligger vid Pantano de Barasona:
- Graus (3 436 invånare)